# Список умерших в 1396 году

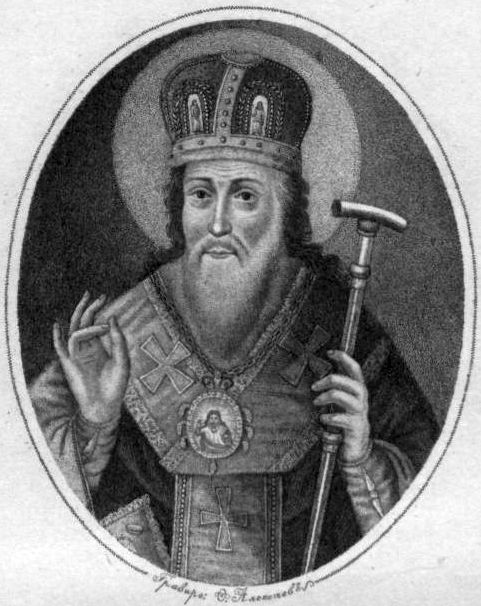
Стефан Пермский

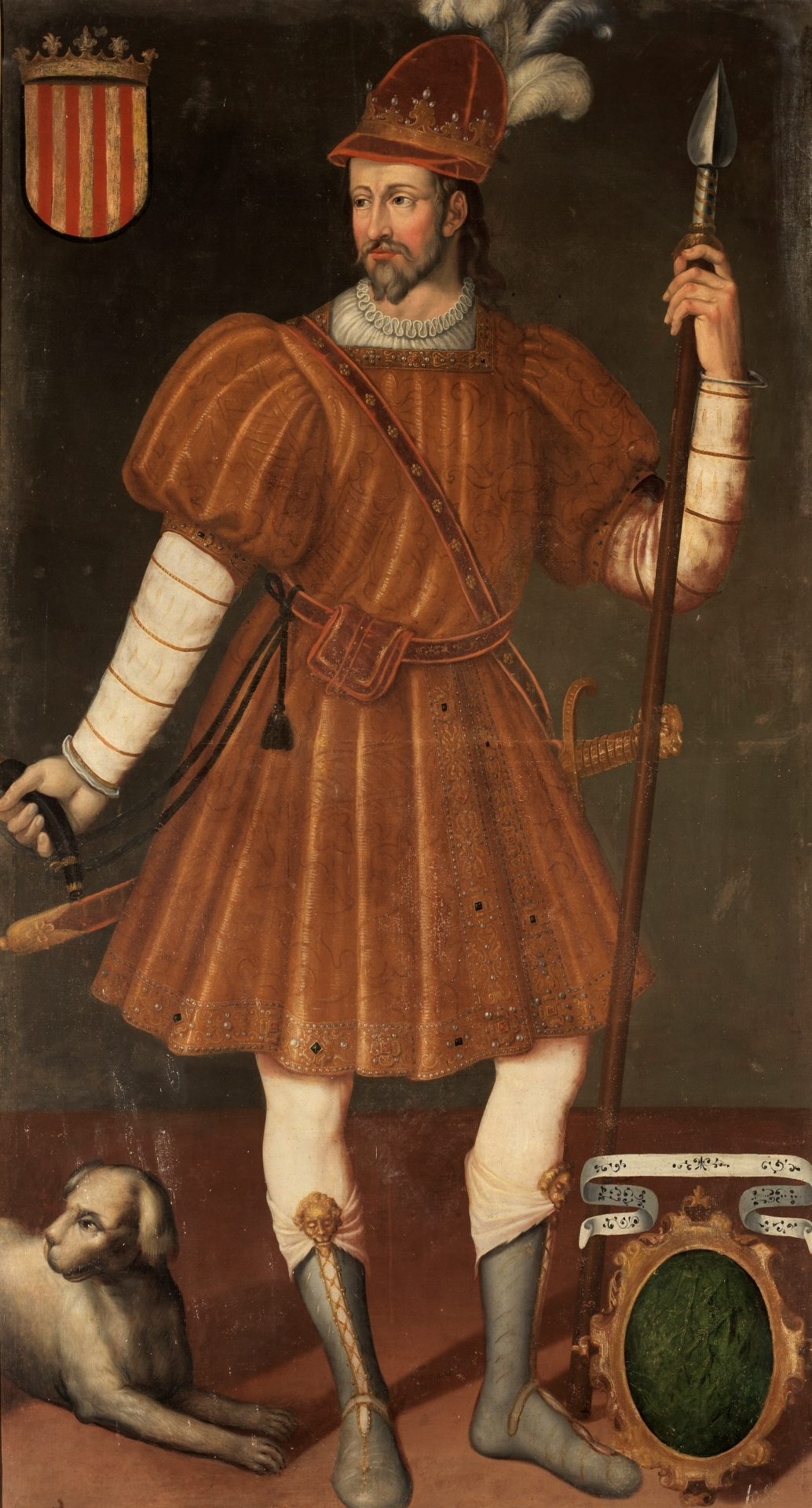
Хуан I Охотник

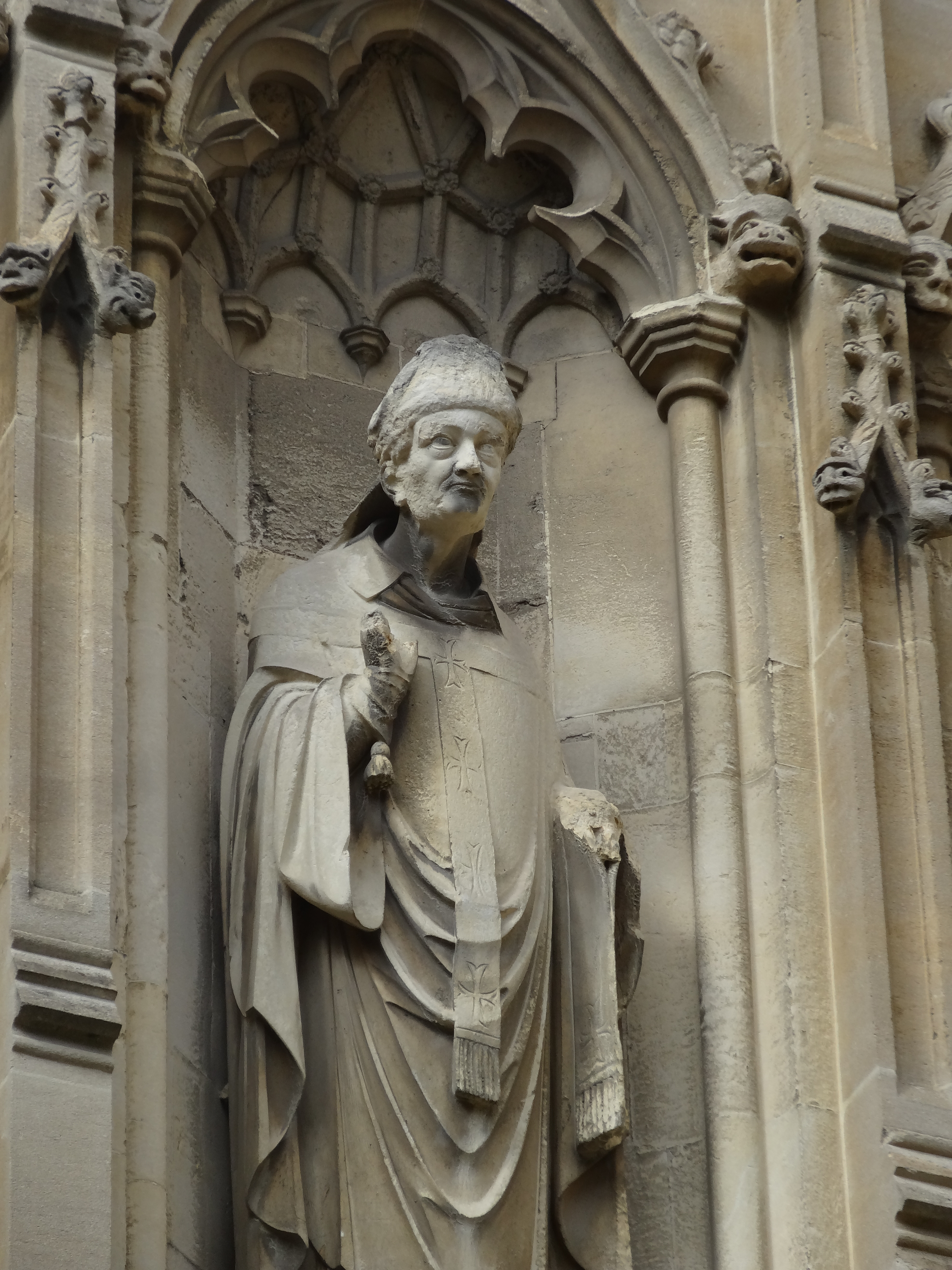
Куртене, Уильям

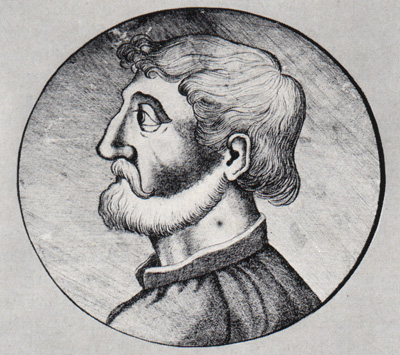
Марсилий Ингенский

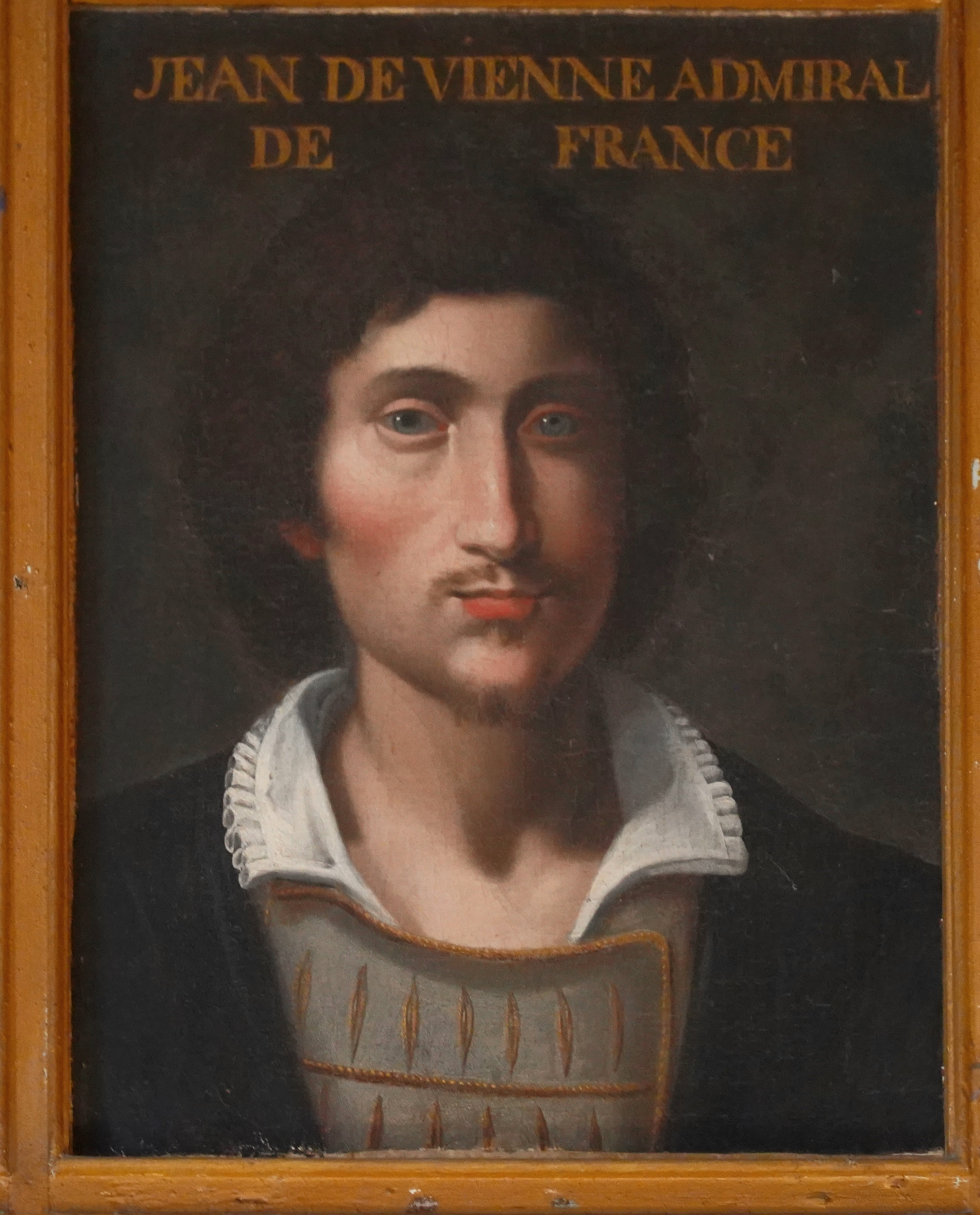
Жан де Вьен

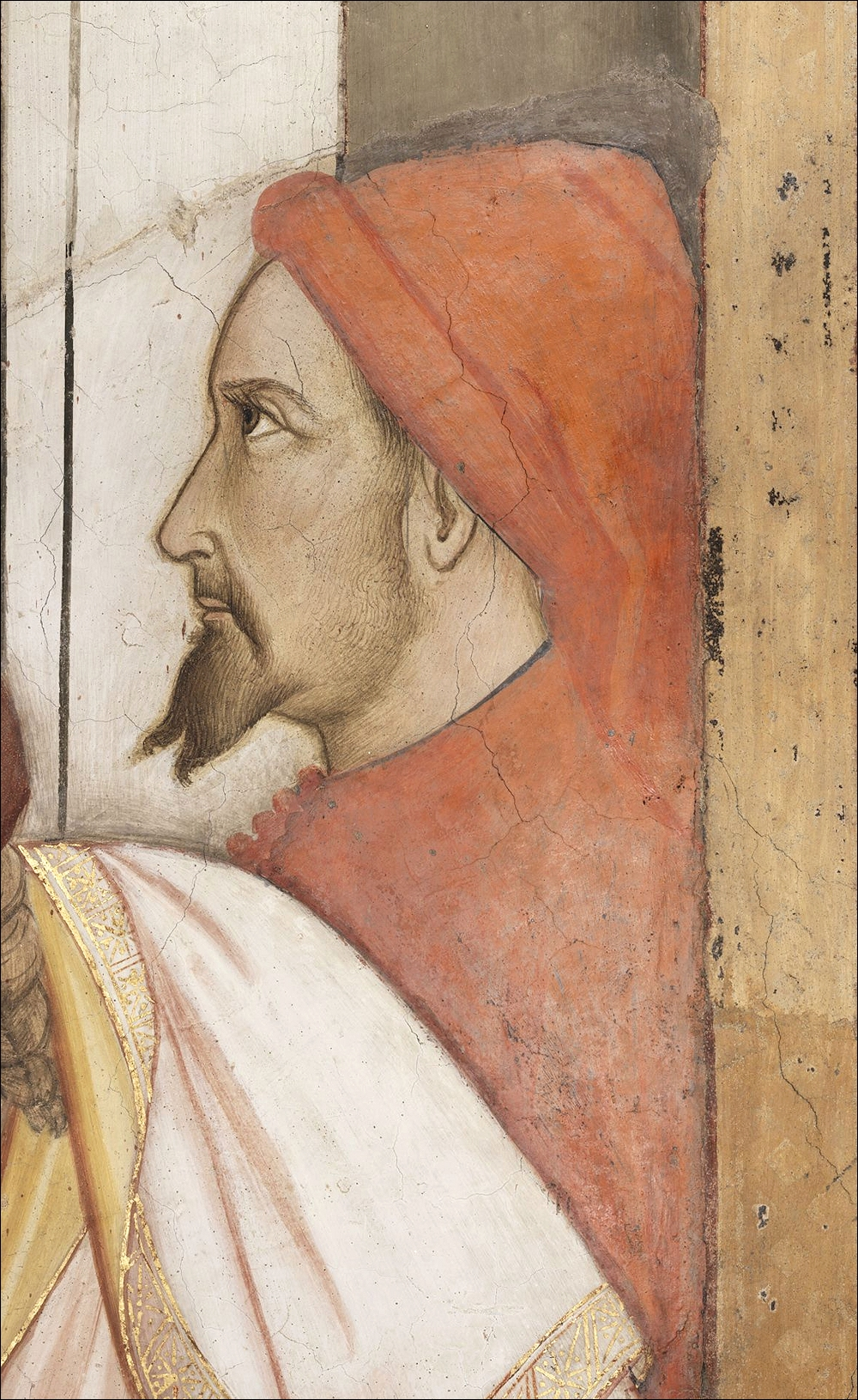
Аньоло Гадди

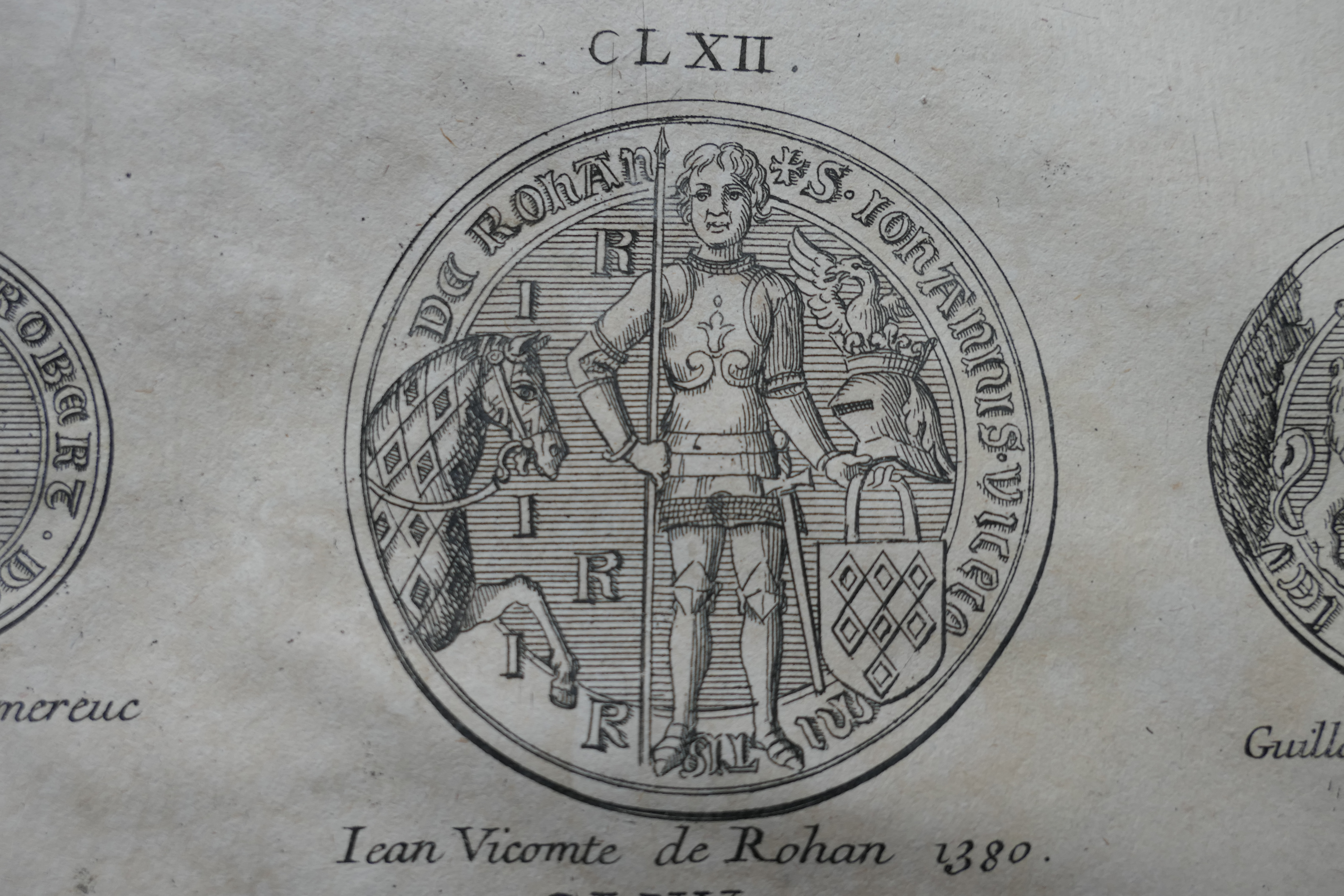
Жан I де Роган

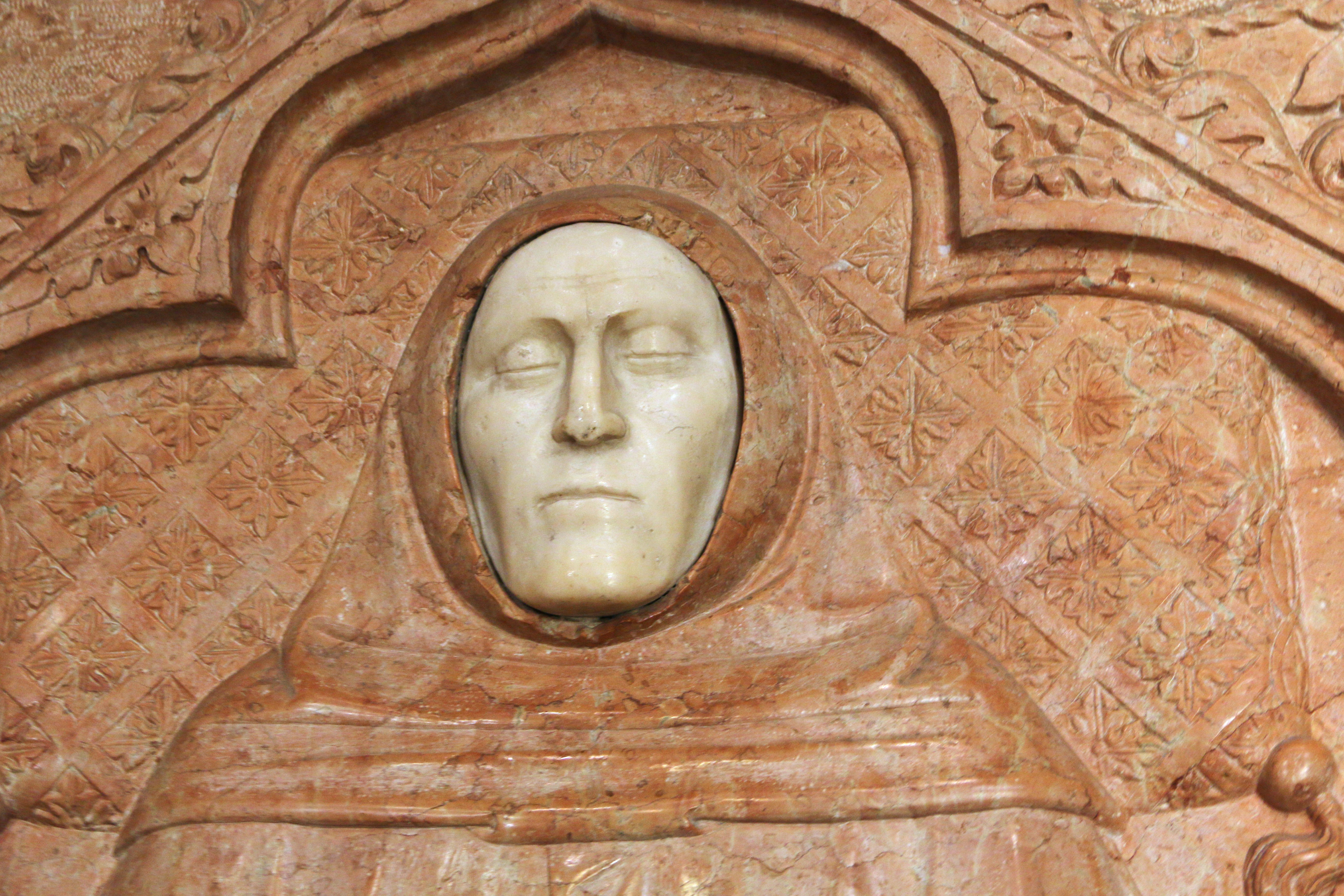
Остасио II да Полента

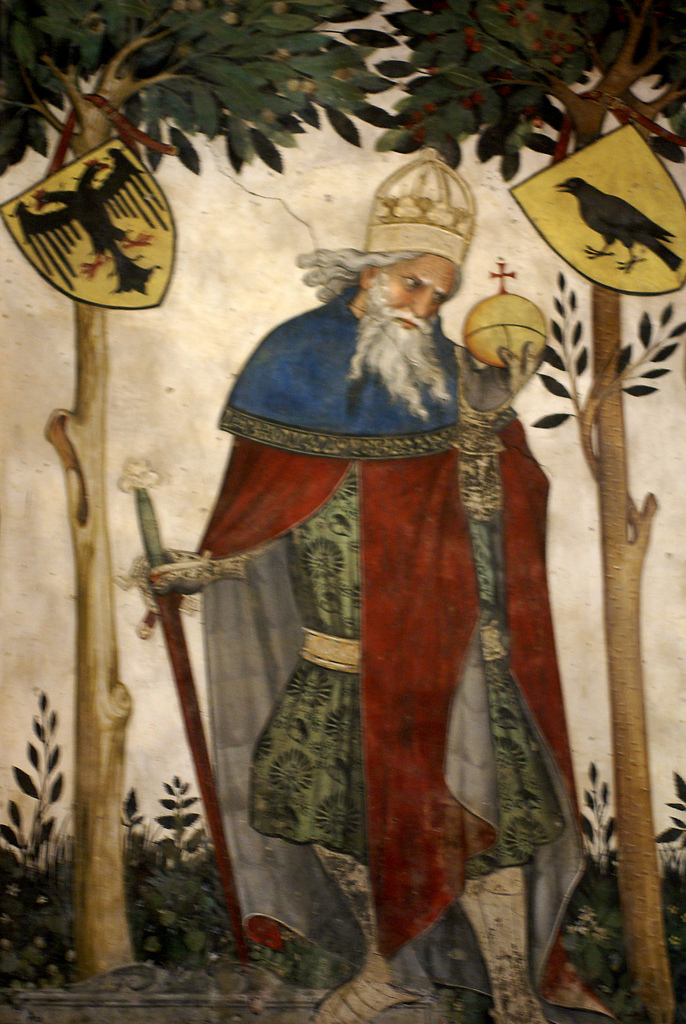
Федерико II

В этой статье представлен список известных людей, умерших в 1396 году.
См. также: Категория:Умершие в 1396 году

## Март
- 1 марта — Иоганн (25) — сын императора Священной Римской империи Карла IV, первый и единственный герцог  Гёрлица (1377—1396).

## Апрель
- 5 апреля — Пилигрим фон Пуххайм — князь-архиепископ Зальцбурга (1365—1396), администратор Берхтесгаденского пробства (1393—1396). Покровитель литературы и искусств, при его дворе жил и работал Зальцбургский монах.
- 22 апреля — Генри де Грей — английский аристократ, 5-й барон Грей из Уилтона (1370—1396).
- 26 апреля — Стефан Пермский — проповедник христианства в землях коми, создатель алфавита коми, первый епископ Пермской епархии (1383—1386), святой равноапостольный Русской православной церкви.

## Май
- 13 мая — Уильям ла Зуш — английский аристократ, 3-й барон Зуш из Харингуорта (1382—1396).
- 19 мая — Хуан I Охотник (45) — король Арагона и Валенсии, Сардинии и Корсики (под именем Джованни I), граф Барселоны (с 1387); падение с лошади.
- 25 мая — Радич Черноевич — сербский феодал, владевший землями в княжестве Зета (современная Черногория).

## Июнь
- 9 июня  — Маргарет де Стаффорд — дочь Хью де Стаффорда, 2-го графа Стаффорда,  1-я жена Ральфа де Невилла, 4-го барона Невилла из Рэби, в будущем — 1-го графа Уэстморленда.

## Июль
- 31 июля — Уильям де Куртене — английский церковный деятель, епископ Херефорда[англ.] (1370—1375), епископ Лондона[англ.] (1375—1381), архиепископ Кентерберийский (с 1381), канцлер Англии (1381).

## Август
- 9 августа — Роберт де Уиллоуби — английский аристократ, 4-й барон Уиллоуби де Эрзби (1372—1396).
- 20 августа — Марсилий Ингенский — голландский философ

## Сентябрь
- 9 сентября — Джон Бомонт — английский аристократ, 4-й барон Бомонт (1369—1396), лорд-смотритель Пяти портов (1392—1396),  рыцарь ордена Подвязки (1393).
- 15 сентября — Синдок-ванху (40) — королева-консорт корейского государства Чосон, жена Ли Сонге́.
- 25 сентября:
  - Жан де Вьен — французский военный деятель, адмирал Франции (с 1373); погиб в битве при Никополе;
  - Жан де Карруж — французский рыцарь, участник судебного поединка с Жаком Ле Гри; погиб в битве при Никополе.

## Октябрь
- 5 октября — Хуан Алонсо Перес де Гусман-и-Осорио (53) — испанский дворянин, сеньор Санлукар-де-Баррамеда (1365—1396), 1-й сеньор де Аямонте, Лепе и Ла Рекондела, 1-й граф де Ньебла (ок. 1369—1396).
- 16 октября — Аньоло Гадди — живописец и скульптор итальянского проторенессанса флорентийской школы.

## Декабрь
- 10 декабря — Елена Кантакузина — дочь императора Византийской империи Иоанна VI Кантакузина, императрица-консорт Византийской империи (1347—1376, 1379—1390, 1390—1391), жена императора Иоанна V Палеолога.

## Дата неизвестна или требует уточнения
- Абдул Азиз II, маринидский султан Марокко (1393—1396).
- Вамех I Дадиани — представитель грузинского княжеского рода Дадиани и эристави Одиши, исторического региона в западной Грузии (1384—1396)
- Генри Найтонский — английский хронист, монах-августинец, каноник аббатства Св. Марии на Лугу в Лестере, один из летописцев Столетней войны, автор «Хроники Найтона»[англ.]
- Жан I де Роган — виконт де Роган (1324—1396)
- Петер Зухенвирт — австрийский странствующий поэт, певец и гербовед.
- Иван Срацимир, царь Видина (1356—1396).
- Фриче Клозенер, эльзасский хронист, священник Страсбургского собора, автор «Страсбургской хроники».
- Мин Шэн — последний правитель повстанческого государства Великое Ся на территории современного Китая.
- Остасио II да Полента — сеньор Равенны (1389—1396) из гвельфского рода да Полента.
- Сайф-и Сараи — кыпчакский поэт золотоордынской эпохи (возможно умер в 1391 году)
- Федерико II — маркиз Салуццо (с 1357).
- Роберт Феррерс — английский аристократ, 2-й барон Феррерс из Уэма (с 1380).
- Хуан Фернандес де Эредиа, 31-й великий магистр ордена госпитальеров (с 1377).